# Metastoria
Il termine metastoria è stato usato per la prima volta nel 1937 dallo storico Aldo Ferrabino che, pur escludendo qualsiasi riferimento metafisico totalizzante, tuttavia rintracciava nella storia degli elementi che permanevano costanti nello scorrere del tempo tali per cui si poteva superare ogni tipo di pessimismo storico:
Dall'anno della conversione al cristianesimo (dal 1945 in poi) Aldo Ferrabino intenderà la metastoria in un senso apertamente religioso per cui lo Spirito immortale assoluto diviene lo Spirito Dio, Spirito di verità e della vita eterna al quale si devono necessariamente rapportare le singole esistenze storiche che acquistano così valore e garanzia del loro pensare e vivere la storia.
Anche Benedetto Croce ha adottato il termine metastoria che egli però riferisce a quelle storie che hanno per argomento non i singoli avvenimenti storici ma il complesso dei fatti naturali rapportati al loro sviluppo temporale come ad esempio: la formazione del sistema solare, la nascita e sviluppo degli organismi umani ecc....